# 林厝里 (彰化縣)
林厝里，是臺灣彰化縣員林市所轄的一里。位於該市的東南側。

## 地理
東接南投縣南投市鳳鳴里，南接社頭鄉協和村，西為萬年里，以八堡石篙埤圳為界，北接崙雅里以大饒路為界，和匙興里、出水里則以泉洲巷為界。

## 交通
台76線經過本里，並設有林厝交流道。